# Amt Brackel
| Amt in Preußen     | Amt in Preußen       |
| ------------------ | -------------------- |
| Name               | Brackel              |
| Bestandszeitraum   | 1874–1928            |
| Provinz            | Westfalen            |
| Regierungsbezirk   | Arnsberg             |
| Landkreis          | Dortmund             |
| Fläche             | 52,95 km² (1910)     |
| Einwohner          | 26.930 (1910)        |
| Bevölkerungsdichte | 509 Einw./km² (1910) |
| Gemeinden          | 9 (1843) 6 (1928)    |

Das Amt Brackel war von 1874 bis 1928 ein Amt im Landkreis Dortmund in der preußischen Provinz Westfalen. Das Gebiet des ehemaligen Amtes gehört heute zur Stadt Dortmund.

## Geschichte

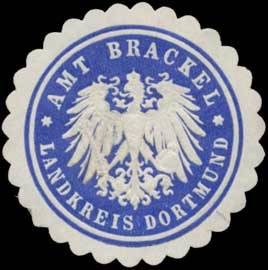
Siegelmarke Amt Brackel

Am 19. Juni 1874 wurde aus den Gemeinden Asseln, Courl (seit 1915 Kurl), Grevel, Husen, Lanstrop und Wickede des Amtes Aplerbeck sowie aus den Gemeinden Brackel, Körne und Wambel des Amtes Hörde das neue Amt Brackel gebildet.
1900 wurde am Brackeler Hellweg ein neues Amtshaus errichtet. Das Gebäude ist heute Sitz der Bezirksverwaltung des Dortmunder Stadtbezirks Brackel.
Am 1. April 1905 schied Körne aus dem Amt aus und wurde in die Stadt Dortmund eingemeindet. Am 1. April 1918 schieden auch Brackel und Wambel aus dem Amt aus und wurden Teil von Dortmund.
Am 1. April 1928 wurden der Landkreis Dortmund und das Amt Brackel durch das Gesetz über die weitere Neuregelung der kommunalen Grenzen im westfälischen Industriebezirk aufgelöst. Seine verbliebenen sechs Gemeinden Asseln, Grevel, Husen, Kurl, Lanstrop und Wickede wurden nach Dortmund eingemeindet.

## Einwohnerentwicklung
| Jahr | Einwohner | Quelle |
| ---- | --------- | ------ |
| 1885 | 11.294    | [ 4 ]  |
| 1895 | 15.540    | [ 5 ]  |
| 1910 | 26.930    | [ 6 ]  |

Das Amt wurde 1905 und 1918 verkleinert.